# Cronica unei morți amânate
Cronica unei morți amânate este un film românesc din 2008 regizat de Andrei Gruzsniczki. Rolurile principale au fost interpretate de actorii Constantin Ghenescu, Doru Ana, Lumința Erga.

## Distribuție
Distribuția filmului este alcătuită din:
- Constantin Ghenescu — Bărbatul rănit
- Doru Ana — Medicul legist
- Luminița Erga — Asistenta